# Gambling House
Gambling House é um filme policial estadunidense dirigido por Ted Tetzlaff e estrelado por Victor Mature, Terry Moore e William Bendix. Foi lançado em 20 de janeiro de 1951 pela RKO Pictures.

## Elenco
- Victor Mature como Marc Fury
- Terry Moore como Lynn Warren
- William Bendix como Joe Farrow
- Zachary Charles como Willie (como Zachary A. Charles)
- Basil Ruysdael como Juiz Ravinek
- Donald Randolph como Lloyd Crane
- Damian O'Flynn como Ralph Douglas
- Cleo Moore como Sally
- Ann Doran como Della
- Eleanor Audley como Sra. Livingston
- Gloria Winters como B.J. Warren
- Don Haggerty como Sharky